# Francisco Fadul
Francisco José Fadul (ur. 15 grudnia 1953), polityk, premier Gwinei Bissau od 3 grudnia 1998 do 19 lutego 2000. Przewodniczący Zjednoczonej Partii Socjaldemokratycznej (PUSD, Partido Unido Social Democrático).

## Życiorys
Francisco Fadul objął urząd premiera w rządzie jedności narodowej 3 grudnia 1998. Rząd ten został powołany na mocu porozumienia, zawartego 1 listopada 1998 w Abudży, które kończyło zamach wojskowy z czerwca 1998 przeciw rządom prezydenta João Bernardo Vieiry. Wcześniej, Fadul był doradcą politycznym generała Mane, który przewodził zamachowi przeciw prezydentowi Vieirze. 19 lutego 1999 odbyło się oficjalne zaprzysiężenie rządu premiera Fadula, składającego się z 5 ministrów wyznaczonych przez Vieirę oraz 4 wyznaczonych przez gen. Mane. 
Po wyborach prezydenckich ze stycznia 2000, wygranych przez Kumbalę Ialę, nowy prezydent 19 lutego 2000 mianował szefem rządu Caetano N’Tchamę. 
18 grudnia 2002 Fadul został wybrany przewodniczącym Zjednoczonej Partii Socjaldemokratycznej. Francisco Fadul wziął udział w wyborach prezydenckich 19 czerwca 2005, w których zajął 4. miejsce z wynikiem 2,85% głosów poparcia.